# Kabale (district)
Kabale is een district in het zuidwesten van Oeganda. Hoofdplaats is de stad Kabale. Kabale telde in 2002 471.783 inwoners op een oppervlakte van 1827 km².  In 2015 werd het district Rubanda afgesplitst en in 2017 het district Bukiga. Zonder deze nieuwe districten telde Kabale in 2014 230.609 inwoners en in 2020 naar schatting 248.000 inwoners op een oppervlakte van 619 km². Van de bevolking woonde ruim 71% op het platteland.
Het district telt drie steden (Kabale, opgedeeld in drie divisions, Katuna en Ryakirimira) en acht sub-county's. Het grenst in het zuiden aan Rwanda. Het Bunyonyimeer ligt deels in het district.

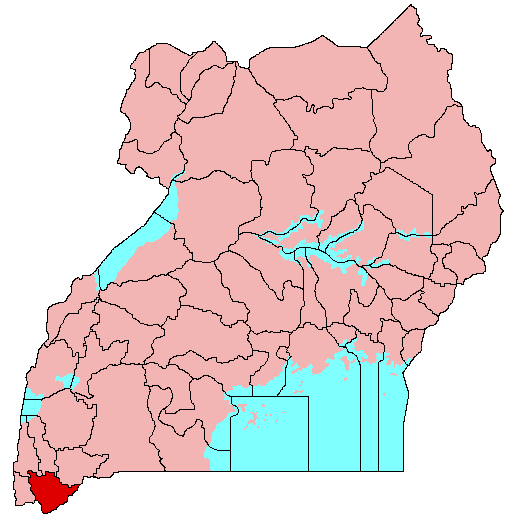
Het district Kabale voor in 2015 Rubanda werd afgesplitst